# Frédéric Delanoë
Frédéric Delanoë, né le 8 juillet 1789 à Tourlaville et mort le 23 septembre 1861 à Paris, est un peintre français.

## Biographie
Antoine Olivier Frédéric Aubry Delanoë est le fils de Joseph Michel Antoine Aubry Delanoë, officier militaire, Chevalier de Saint Louis, et de Marie-Anne-Angélique Duprey de Mesnillet.
Élève de Jacques-Louis David (Delanoë signe la pétition de 1816, relative à la demande de retour en France du maître), il expose au Salon de 1822 à 1838.
Il quitte la rue du Foin-Saint-Jacques et s'installe au no 52 de la rue de Vaugirard.
En 1823, il épouse sa cousine Louise Angélique Adélaïde Duprey de Mesnillet. Le couple emménage à Pontlevoy vers 1830 où Delanoë est professeur de dessin au collège (200 élèves internes). En 1841, leur quatrième enfant nait à Pontlevoy.
De retour à Paris, il est nommé commissaire du Gouvernement aux chemins de fer de Sceaux en 1848.
Il réalise également des fresques comme Saint-Jean à Patmos à Montauban ou La Sainte Famille pour l'Église Saint-Jacques-du-Haut-Pas.
Il meurt à son domicile de la rue Méchain à l'âge de 72 ans. Il sera inhumé au cimetière du Montparnasse (division 10).

## Œuvres exposées aux Salons parisiens

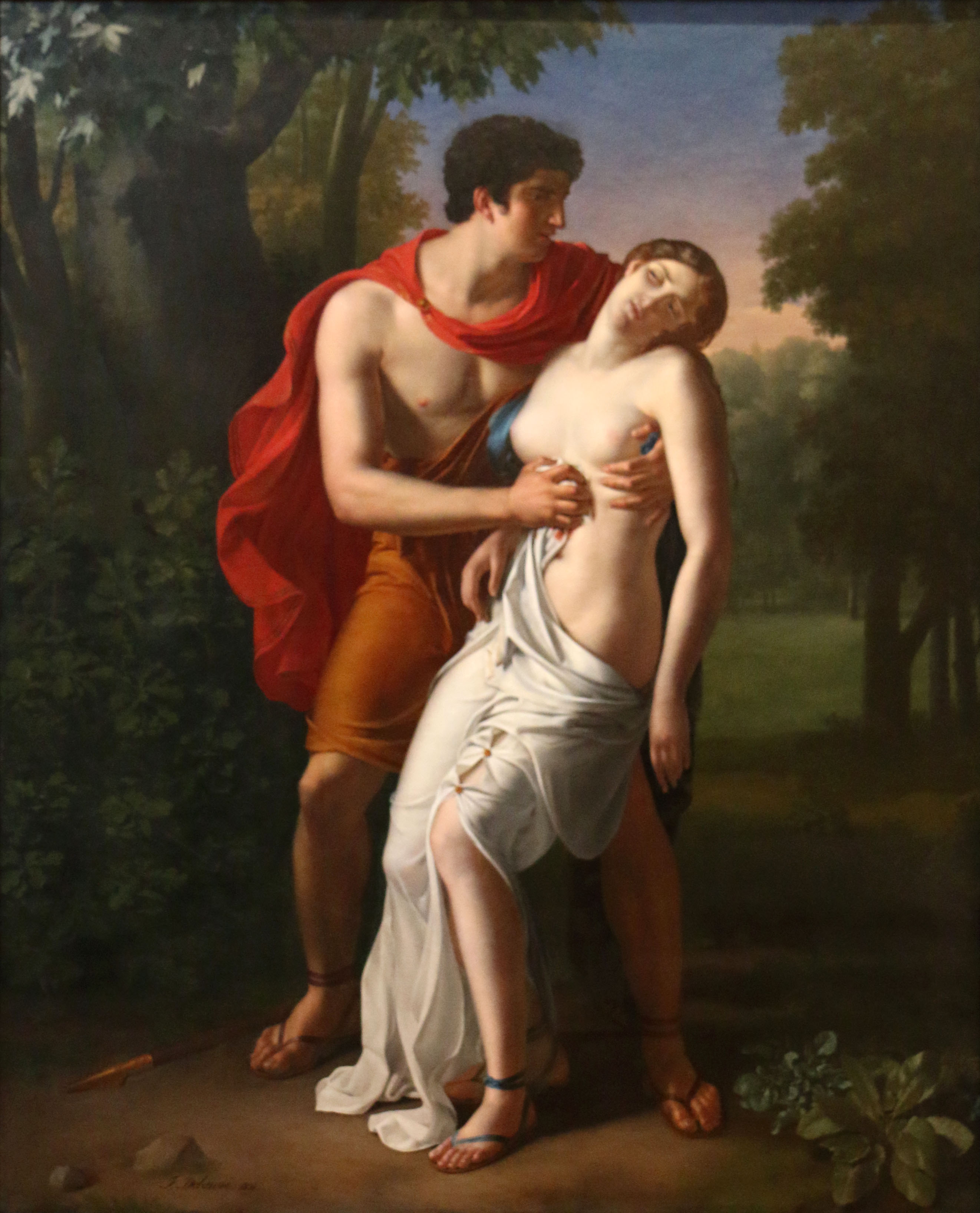
La mort de Procris, au Salon de 1822.

- Mariage du jeune Tobie guidé par l’ange, au Salon de 1822
- Mort de Procris, au Salon de 1822
- Mort d'Héraclée Hiéronyme, au Salon de 1824
- Roméo et Juliette au balcon, au Salon de 1831
- La Madeleine pénitente , au Salon de 1831
- Portraits, au Salon de 1831
- Portraits, au Salon de 1833
- Portraits des enfants de M. le baron de M. C., au Salon de 1836
- Une jeune communiante, au Salon de 1837
- M. l'abbé D., directeur de l'école de Pont-le-Voy, au Salon de 1838